# Trindade (Vila Flor)
Trindade es una freguesia portuguesa del municipio de Vila Flor, con 13,50 km² de superficie y 177 habitantes (2001). Su densidad de población es de 13,1 hab/km².